# Linaria tursica
Linaria tursica är en grobladsväxtart som beskrevs av Valdés och Cabezudo. Linaria tursica ingår i släktet sporrar, och familjen grobladsväxter. Inga underarter finns listade i Catalogue of Life.